# Carlos Falconí Aramburú
Carlos Ernesto Falconí Aramburú (San Miguel, La Mar, Ayacucho, Perú, 1937 - 2022) fue un poeta, cantautor, cantante, guitarrista, compositor y compilador de música peruano. Escribió y cantó en quechua ayacuchano y castellano.

## Biografía
En su niñez Carlos empezó acompañar a su padre cantando y tocando la guitarra. Fue a la Escuela Elemental de Huanta, después a la primaria en el Colegio San Juan Bosco. Luego y a la secundaria en la Gran Unidad Escolar “Mariscal Cáceres” en la ciudad de Huamanga. Estudió Lengua y Literatura en la Universidad Nacional de San Cristóbal de Huamanga.
En Huamanga en 1950 formó el Trío Ayacucho con Ernesto Camassi Pizarro y Carlos Flores León, a quienes había conocido en la escuela. Cantó y bailó valses y boleros. En 1958 compuso el vals Adiós. Él fue la segunda voz y la tercera guitarra, mientras que Ernesto Camassi cantó la primera voz y tocó la segunda guitarra y Carlos Flores la primera guitarra. En 1964 Carlos Flores dejó el conjunto y fue reemplazado por Amílcar Gamarra Altamirano.
En 1966 el Trío grabó su primer disco con las canciones “Vapor Brillante” y “Con el mayor cariño”. Le siguieron nueve LPs y dos CDs con canciones ayacuchanas tradicionales.
En el tiempo del Conflicto armado interno en el Perú escribió muchas poemas y canciones tratando los sufrimientos y la esperanza de la gente de su región Ayacucho. Entre sus canciones más conocidas fueron Huamanga (1958), Carolita (1966), Ingrata Mestiza (1973), Wakcha Masillay (1978), Ofrenda (1982), Viva la Patria (1986), Tanto amor, tanto infortunio (1987), Tierra que duele (1987), Aurora (1994), Lejanía (2000) y Justicia punkupi suyasaq (2002). Pese a sus títulos españoles los textos son en su mayoría en quechua o bilingües. Algunas de esas canciones fueron interpretadas por el cantante ayacuchano Manuelcha Prado, entre ellas Ofrenda.
Por sus logros en la poesía, la recopilación, y la interpretación de canciones obtuvo el premio Urpicha de Plata en 1988 en Lima en el Segundo Festival de Autores y Compositores Andinos, organizado por la Presidencia de la República del Perú. En 2016 fue reconocido con el Orden a la Libertad Americana por el Consejo Regional de Ayacucho.
Falleció el 29 de junio de 2022 en la ciudad de Ayacucho.

## Álbumes

### Con el Trío Ayacucho
- 1966: Con el mayor cariño (IEMPSA)
- 1967: Trío Ayacucho
- 1970: Aquí estamos mejor
- 1971: Mi retorno
- 1973: Remembranza Huamanguina

## Poemas y canciones propias
- 1982: Ofrenda
- 1986: Viva la patria
- 1987: Tanto amor, tanto infortunio
- 1987: Tierra que duele
- 1994: Aurora
- 2000: Lejanía
- 2002: Justicia punkupi suyasaq